# Nerva Hodoș
Nerva Hodoș (n. 20 noiembrie 1869, Baia de Criș, județul Hunedoara – d. 14 noiembrie 1913) a fost un bibliograf și bibliolog român.

## Biografie
Este fiul lui Iosif Hodoș, vicecomite al Zarandului, membru al Academiei Române, și al Anei, fiica lui Simion Balint, unul dintre fruntașii Revoluției de la 1848 din Transilvania. Este frate cu scriitorii Enea Hodoș și Alexandru Hodoș (Ion Gorun).
A urmat liceul și apoi Facultatea de Litere la București. Încă din timpul studenției 1871, este angajat la Biblioteca Academiei Române, devenind ajutor de bibliotecar, iar apoi prim-ajutor de bibliotecar. Este unul dintre fondatorii bibliografiei românești.
Cu începere din 1898, publică, în fascicule, iar apoi în volume, Bibliografia românească veche, lucrare de referință semnată împreună cu Ion Bianu. În 1903-1904 înființează Revista bibliografică, prima publicație de la noi cu acest profil. A organizat și sistematizat colecțiile Bibliotecii Academiei și ale Bibliotecii Adunării Deputaților, militând pentru înființarea de biblioteci publice.
A întocmit un catalog general al librăriilor românești pentru anii 1885-1902. A participat la elaborarea volumelor XVI, XVII și XVIII din Documentele Hurmuzaki. Îngrijește, în 1910, o ediție din Dinicu Golescu, Însemnare a călătoriei mele făcută în anul 1824, 1825, 1826, iar în 1912 publică în Convorbiri literare studiul Începuturile tipografiei în Țara Românească. Se stinge prematur din viață la numai 44 de ani.

## Lucrări publicate
- Mihai Eminescu - Poezii postume, ediție prefațată de Nerva Hodoș. București, Editura Institutului de Arte Grafice „Minerva”, 1902
- Ioan Alexandru Brătescu-Voinești - Nuvele și schițe (Coana Leonora, Microbul, Două surori, Inspecție, Pană Trăsnea Sfîntul, Magheranul, Sîmbăta, Sminteleala lui Radu Finuleț, Moartea lui Castor, Întîmplare), ediție prefațată de Nerva Hodoș. București, Editura Institutului de Arte Grafice „Minerva”, 1903
- Bibliografia românească veche (în colaborare cu I. Bianu):

- vol. I (1508-1716), București, 1903
- vol. II (1716-1808), București, 1910
- vol. III  (1809-1817), București, 1912

- Publicațiunile periodice românești (ziare, gazete, reviste) , tomul I, Catalog alfabetic (1820-1906), cu o introducere de I. Bianu, București, 1913 (în colaborare cu Al. Sadi-Ionescu)
- Constantin Dinicu Golescu - Însemnare a călătoriei mele. Făcută în anul 1824, 1825, 1826. Tipărită din nou și însoțită de o introducere de Nerva Hodoș, Bibliotecar-Ajutor al Academiei Române, Tipografia „Cooperativa”, București, 1910
- Documente privitoare la istoria românilor culese de Eudoxiu de Hurmuzaki (Colecția Hurmuzaki):

- Vol. 16 : Corespondență diplomatică și rapoarte consulare franceze : 1603-1824, publicate după copiile Academiei Române și tipărituri de Nerva Hodoș. Institutul de Arte Grafice „Carol Göbl”, București, 1912, 1265 p
- Vol. 17 : Corespondență diplomatică și rapoarte consulare franceze : 1825-1846, publicate după copiile Academiei Române și tipărituri de Nerva Hodoș. Institutul de Arte Grafice „Carol Göbl”, București, 1913, 586 p
- Vol. 18 : Corespondență diplomatică și rapoarte consulare franceze : 1847-1851, publicate după copiile Academiei Române și tipărituri de Nerva Hodoș. Institutul de Arte Grafice „Carol Göbl”, București, 1916, 586 p

- Vitejiile lui Mihai-Vodă apreciate în Apus (1595-1599). Documente din vremurile acelea, București, 1913